# George Fermor (3e comte de Pomfret)
Pour les articles homonymes, voir Fermor et Pomfret.
George Fermor, 3e comte de Pomfret (6 janvier 1768 - 7 avril 1830) est un pair britannique, comte de Pomfret dans la Pairie de Grande-Bretagne. Il était le fils aîné de George Fermor (2e comte de Pomfret) et accède au titre à la mort de son père en 1785.
Le 29 août 1793, il épouse Mary Browne (c.1769-1839), fille et héritière de Thomas Trollope Browne, marchand de vin. Cependant, ils se séparent peu de temps après et n'ont aucun enfant, ce qui signifie qu'en 1830, le comté est transféré à Thomas Fermor (4e comte de Pomfret), le frère cadet de George.